# Eugenio Morel
Eugenio Félix Morel Bogado (né le 1er janvier 1950 à Asuncion au Paraguay) est un joueur de football paraguayen.

## Biographie

### Jeunesse et débuts
C'est à l'âge de sept ans que Morel et sa famille quittent le Paraguay pour partir vivre en Argentine, en 1957.
Avec les autres enfants de son quartier, il commence très jeune à pratiquer le football dans le grand-Buenos Aires. Il joue dans plusieurs équipes locales.

### Carrière
Il joue ses premiers matchs professionnels avec le Racing Club de Avellaneda en Argentine en 1969, montrant ses qualités dans le championnat argentin. Il était réputé comme étant très rapide, talentueux sur son côté gauche et comme étant un buteur prolifique.
Il fait ses débuts en première division en 1970. Il a joué pour le Libertad au Paraguay (de 1974 à 1979), à l'Argentinos Juniors (de 1980 à 1981), au San Lorenzo de Almagro (1982), au Cerro Porteño à Asunción (1983) et à l'Oriente Petrolero en Bolivie (1984).
Il joue plus tard dans quelques équipes amateurs au Paraguay en 1986 et 1987 puis très brièvement à O'Higgins au Chili (1987), Tacuary (1989), au Club 2 de Febrero, au Club 3 de Mayo de Capiatá et au Club 8 de Diciembre de Fernando de la Mora. Il se retire à l'âge de 46 ans.
Un de ses buts les plus remarquables fut en 1979 lors de la Copa América lorsqu'il inscrit une bicyclette contre le Brésil à l'Estadio Defensores del Chaco d'Asuncion. Ce but permet au Paraguay de se qualifier pour la finale de la Copa América, qu'il remporte pour la deuxième fois de son histoire.

### Famille
Ses fils sont Juan Eduardo, Claudio Marcelo, Emmanuel Andrés, Eugenio Ricardo, Pablo Sebastián et Félix Nicolás. Parmi tous ses fils, seul Claudio a suivi les traces de son père et est devenu un footballeur, international paraguayen lui aussi.

## Palmarès
| Titre                    | Équipe(*)          | Pays      | Année       |
| ------------------------ | ------------------ | --------- | ----------- |
| Copa América             | équipe du Paraguay | Paraguay  | 1979        |
| Finaliste du championnat | Argentinos Juniors | Argentine | 1980 à 1981 |